# キウロコタケ
キウロコタケ (学名: Stereum hirsutum) はベニタケ目、ウロコタケ科、キウロコタケ属の菌類。植物の病原菌である。Tremella aurantiaなどの菌寄生菌の宿主となる。広葉樹と針葉樹の枯枝および枯幹を基質とする。世界的に分布する。

## 形態
子実は一年生。半円形の傘は革質で重生する。表面は灰白色から灰黄色で粗毛がある。肉は白色。
とても硬く食用にはならない。

## 註
1. 1 2  Species Fungorum. 2009
2. ↑  C. Michael Hogan. 2009
3. ↑  USDA. 2009
4. 1 2 3 4 5  梅本信也、種坂英次. “紀伊大島きのこガイド2000”.   京都大学フィールド科学教育研究センター. p. 45. 2024年10月6日閲覧。